# Ԙ
Ԙ, ԙ (ligatura ЯЕ) – litera rozszerzonej cyrylicy. Wykorzystywana była w alfabecie języka moksza na początku XX wieku. Oznaczała dźwięk [jæ]. We współczesnym alfabecie moksza do wyrażenia tego dźwięku wykorzystuje się literę Э lub Я.

## Kodowanie
| Znak                   | Ԙ                           | Ԙ                           | ԙ                         | ԙ                         |
| ---------------------- | --------------------------- | --------------------------- | ------------------------- | ------------------------- |
| Nazwa w Unikodzie      | cyrillic capital letter yae | cyrillic capital letter yae | cyrillic small letter yae | cyrillic small letter yae |
| Kodowanie              | dziesiątkowo                | szesnastkowo                | dziesiątkowo              | szesnastkowo              |
| Unicode                | 1304                        | U+0518                      | 1305                      | U+0519                    |
| UTF-8                  | 212 152                     | d4 98                       | 212 153                   | d4 99                     |
| Odwołania znakowe SGML | &#1304;                     | &#x0518;                    | &#1305;                   | &#x0519;                  |